# 72 Dywizja Piechoty (III Rzesza)
72 Dywizja Piechoty (niem. 72. Infanterie-Division) – niemiecka dywizja z czasów II wojny światowej, uczestniczyła w agresji na Grecję i ataku na Związek Radziecki.

## Formowanie i walki
Sformowana rozkazem z 19 września 1939, w 2. fali mobilizacyjnej przez Grenz – Kommandantur Trier w Trewirze w XII Okręgu Wojskowym. W czasie ataku na Francję miała nikły udział. Następnie brała udział w ataku na Grecję. Od 22 czerwca 1941 uczestniczyła w ataku na Związek Radziecki. Przeciw Armii Czerwonej walczyła m.in. w bitwach o Sewastopol i Kursk. W czasie okrążenia pod Czerkasami poniosła duże straty, a jej dowódca został zabity. 
W czasie operacji wiślańsko-odrzańskiej prowadzonej przez Armię Czerwoną razem z 16 Dywizji Pancernej zajmowała stanowiska na linii rzeki Krzycki Rów. W lutym jej pozycje zaatakował i przełamał 120 Korpus Strzelecki dowodzony przez gen. Fiodora Daniłowskiego.
Do niewoli Armii Czerwonej 72 Dywizja Piechoty poddała się 8 maja 1945 na terytorium Czechosłowacji. Część żołnierzy służących w dywizji podjęła udaną próbę ucieczki na Zachód.

## Dowódcy dywizji
- gen. Franz Mattenklott 19 IX 1939 – 25 VII 1940;
- gen. Helge Auleb 25 VII 1940 – 4 IX 1940;
- gen. Franz Mattenklott 4 IX 1940 – 6 XI 1940;
- gen. por. Philipp Müller – Gebhard 6 XI 1940 – 10 VIII 1942;
- gen. por. Curt Souchay 10 VIII 1942 – 24 XI 1942;
- gen. por. Philipp Müller – Gebhard 24 XI 1942 – 17 II 1943;
- gen. por. Rolf Graf von d’Oriola 17 II 1943 – 3 V 1943;
- gen. por. Philipp Müller – Gebhard 3 V 1943 – 1 XI 1943;
- gen. por. Erwin Menny 1 XI 1943 – 20 XI 1943;
- gen. por. Hermann Hohn 20 XI 1943 – 25 III 1944;
- gen. mjr Karl Arning 10 VI 1944 – 19 VI 1944;
- gen. Gustav Harteneck 19 VI 1944 – 1 VII 1944;
- gen. por. Hermann Hohn 1 VII 1944 – 20 IV 1945;
- gen. por. Hugo Beißwänger 20 IV 1945 – 8 V 1945;

## Struktura organizacyjna
- Skład w październiku 1939:

105., 124. i 266. pułk piechoty, 706. pułk artylerii (II./34. pułk artylerii, 747. i 751. dywizjon artylerii i 760. dywizjon artylerii ciężkiej), 72. batalion pionierów, 72. oddział przeciwpancerny, 315. oddział łączności ;
- Skład w lipcu 1940:

105., 124. i 266. pułk piechoty, 172. pułk artylerii (II./34. pułk artylerii, 747. i 751. dywizjon artylerii i 760. dywizjon artylerii ciężkiej), 72. batalion pionierów, 72. oddział przeciwpancerny, 315. oddział łączności, 172. polowy batalion zapasowy;
- Skład w czerwcu 1942:

105., 124. i 266. pułk piechoty, 172. pułk artylerii, 72. batalion pionierów, 72. oddział rowerzystów, 72. oddział przeciwpancerny, 172. oddział łączności, 172. polowy batalion zapasowy;
- Skład w listopadzie 1943:

105., 124. i 266. pułk grenadierów, 172. pułk artylerii, 72. batalion pionierów, 72. batalion fizylierów, 72. oddział przeciwpancerny, 172. oddział łączności, 172. polowy batalion zapasowy;